# Sedum ocuilense
Sedum ocuilense är en fetbladsväxtart som beskrevs av Meyrán. Sedum ocuilense ingår i Fetknoppssläktet som ingår i familjen fetbladsväxter. Inga underarter finns listade i Catalogue of Life.